# 鐘匱制
鐘匱の制（かねひつのせい）とは、大化の改新直後の645年（大化元年）に定められた訴訟制度。訴人に伴造など尊長を経由して匱（ひつ）のなかに牒（訴状）を入れさせ、政府の処置が不当なときには鐘（かね）を衝かせた。

## 史料
是日設二鐘・匱於朝一而詔曰、若憂訴之人、有二伴造一者、其伴造先勘当而奏。有尊長者、其尊長先勘当而奏。若其伴造・尊長、不レ審レ所レ訴収レ牒納レ置、以二其罪一罪之。其収レ牒者、味旦執レ牒奏於二内裏一。朕題二年月一使示二群卿一。或懈怠不レ理、或阿党有レ曲、訴者可二以撞一レ鐘。由レ是懸レ鐘置二匱於朝一。天下之民咸知二朕意一。—大化元年八月、『日本書紀』巻二十五 孝徳天皇紀
所以懸鐘匱、拝収表人、使三憂諫人納二表于匱一。詔二収レ表人一、毎旦奏請、朕二得奏請一、仍示群卿、便使二勘当一。庶無二留滞一。如群卿等、或懈怠不レ懃、或阿党比周、朕復不レ肯レ聴レ諫、憂訴之人、当可レ撞レ鐘。詔已如レ此。—大化二年二月、『日本書紀』巻二十五 孝徳天皇紀

### 事例
- 646年（大化2年）2月15日（戊申）条には、地方から租税等を運んで都に上った人々をそのまま中央に留めさせて不法に雑役にあたらせていることの訴えが匱に入れられ、政府の意にも反することであったとして実際に停止されている。

## 史料批判
645年（大化元年）8月と646年（大化2年）2月にみられる記述は、細部の字句が異なるが同じ内容として扱われている。これは、なんらかの原詔が存在して別々の経路から正格漢文に翻訳された結果生じたと考えられる。しかし、原詔が日本書紀編纂の時点でも参照されていたかの点については一致をみず、たとえば関晃は、日本書紀の原史料は原詔の完形を伝えていたわけではないとしている。

## 背景
君主が直接に民意を聞くという制度は、儒教的な政治思想に基づくとされている。訴状は必ず伴造や尊長を経由するものであって、有力豪族の権威を排除するものではなかった。

## 脚註
1. 1 2  関晃 (1967). “鐘匱の制と男女の法”. 歴史 (東北史学会) 34 (3):  1―13.
2. ↑  坂本, 太郎「3篇 改新の経過 3章 実施及び補遺」『大化改新の研究』至文堂、1941年。